# Andreas Radbruch
Andreas Radbruch (3 de novembro de 1952) é um imunologista e reumatologista alemão.

## Prêmio e condecorações selecionados
- 1994 Prêmio Karl Heinz Beckurts[1]
- 2000 Prêmio Aronson do Senado de Berlim[2]
- 2003 membro da Academia Leopoldina[3]
- 2008 Ordem do Mérito da República Federal da Alemanha[4]
- 2009 membro da Academia de Ciências de Berlim[5]
- 2010 membro da Organização Europeia de Biologia Molecular
- 2014 Prêmio Avery Landsteiner da Deutsche Gesellschaft für Immunologie[6][7]
- 2022 membro da Academia Europaea[8]